# Harold Mabern
Harold Mabern (Memphis, Tennessee, 20 de marzo de 1936-19 de septiembre de 2019) fue un pianista estadounidense de jazz, cuya música suele relacionarse con los estilos hard bop y funky jazz.

## Historial
Sería Phineas Newborn quien fuera su mentor al inicio de su carrera, tocando además con George Coleman, Booker Little, Charles Lloyd, Frank Strozier y muchos otros jóvenes músicos de la época. Trasladado a Chicago, conoce a Ahmad Jamal y toca con el trombonista Morris Ellis, antes de incorporarse al grupo "MJT + 3" (Modern Jazz Trio plus Three), con los que graba varios discos para el sello Vee Jay. En los años siguientes tocará asiduamente en clubs de Nueva York y Chicago, y grabará diversos discos o realizará giras con Jimmy Forrest, Elvin Jones (1959), Lionel Hampton, Art Farmer y Benny Golson, Donald Byrd y Miles Davis.
A partir de 1963, colabora durante varios años con J. J. Johnson y con Max Roach, dedicando los últimos años de la década a acompañar a diversos cantantes: Joe Williams, Sarah Vaughan, Dakota Staton, Irene Reid... Después colaborará con casi todos los grandes nombres del hard bop, incluyendo a Sonny Rollins, Freddie Hubbard, Lee Morgan, Roy Haynes, Wes Montgomery o Archie Shepp, grabando también algunos discos como líder para el sello Prestige.
En la segunda mitad de los años 1970, tocó con Billy Harper, Clark Terry, George Benson, Joe Newman, Stanley Cowell y otros, compatibilizando su carrera con su trabajo en la enseñanza, a partir de 1980. En los años 2000, trabaja básicamente con el saxo tenor Eric Alexander, que había sido alumno suyo.

## Estilo
Muy influenciado por la rítmica insistente de Horace Silver, Mabern ha sido un músico muy buscado por su estilo funky, que combina con largas y elegantes líneas melódicas y silencios perfectamente distribuidos. El pianista se reconocía a sí mimo como deudor de Nat King Cole y de los saxofonistas George Coleman y John Coltrane.

## Discografía

### Como líder
- A Few Miles from Memphis (1968)
- Rakin' and Scrapin'  (1968)
- Workin' and Wailin'  (1969)
- Greasy Kid Stuff! (1970)
- Falling in Love with Love (2002)
- Joy Spring (2006), sólo piano
- Right On Time LIVE" (2014)

### Como acompañante
con George Benson
- Body Talk (CTI, 1973)

con Art Farmer
- Perception (Argo, 1961)
- Here and Now (Mercury, 1962) - con Benny Golson
- Another Git Together (Mercury, 1962) - con Benny Golson

con Freddie Hubbard
- The Night of the Cookers (Blue Note, 1965)

con J. J. Johnson
- Proof Positive (Impulse!, 1964)

con Roland Kirk
- Reeds & Deeds  (Mercury, 1963)
- The Roland Kirk Quartet Meets the Benny Golson Orchestra (Mercury, 1964)

con Jackie McLean
- Consequence (Blue Note, 1965)

con Blue Mitchell
- Bring It Home to Me (1966)

con Hank Mobley
- Dippin' (Blue Note, 1965)

con Lee Morgan
- The Gigolo (Blue Note, 1965)
- Live at the Lighthouse (Blue Note, 1970)
- The Last Session (Blue Note, 1971)

con Frank Strozier
- MJT + 3 (1960)
- March of the Siamese Children (1962)
- Remember Me (1976)
- What's Goin' On (1977)

con Eric Alexander
- Mode For Mabes  (1998)  Delmark
- The First Milestone  (2000) Milestone
- The Second Milestone  (2001) Milestone
- Summit Meeting  (2002)  Milestone
- Nightlife In Tokyo  (2003)  Milestone
- Dead Center  (2004)  HighNote
- It's All In The Game  (2006) HighNote